# Милунович, Лука
Лу́ка Милу́нович (серб. Лука Милуновић; родился 21 декабря 1992 года в городе Белград, Югославия) — сербский футболист, нападающий клуба «Арис» (Салоники).

## Клубная карьера
Милунович — воспитанник клубов «Звездара» и ОФК. В 2010 году он был включён в заявку последнего для участия в чемпионате. 29 августа в матче против столичного «Партизана» Лука дебютировал в чемпионате Сербии, заменив во втором тайме Милоша Крстича. Летом 2011 года он перешёл в бельгийский «Зюлте-Варегем». 30 июля в поединке против «Локерена» Милунович дебютировал в Жюпиле лиге. Не забив ни одного гола в двенадцати матчах он в начале 2012 года вернулся на родину в «Црвену Звезду». 10 марта в матче против «Явора» Лука дебютировал за новую команду. В этом же поединке он забил свой первый гол за «Црвену Звезду». С командой Милунович выиграл чемпионат и Кубок Сербии.
Летом 2014 года Лука перешёл в греческий «Платаниас». 15 сентября в матче против «Эрготелиса» он дебютировал в греческой Суперлиге. 10 января 2015 года в поединке против «Паниониоса» Милунович сделал «дубль», забив свои первые голы за «Платаниас».

## Международная карьера
В 2015 году в составе молодёжной сборной Сербии Милунович принял участие в молодёжном чемпионате Европы в Чехии. На турнире он сыграл в матчах против Дании, Германии и Чехии.

## Достижения
Командные
«Црвена Звезда»
- Чемпионат Сербии по футболу — 2013/2014
- Обладатель Кубка Сербии — 2011/2012